# Aphelocoma woodhouseii
La ghiandaia di Woodhouse (Aphelocoma woodhouseii (Baird, 1858)) è un uccello passeriforme appartenente alla famiglia Corvidae.

## Etimologia
Il nome scientifico della specie, woodhouseii, rappresenta un omaggio all'esploratore statunitense Samuel Washington Woodhouse: il nome comune di questi uccelli altro non è che la traduzione di quello scientifico.

## Descrizione

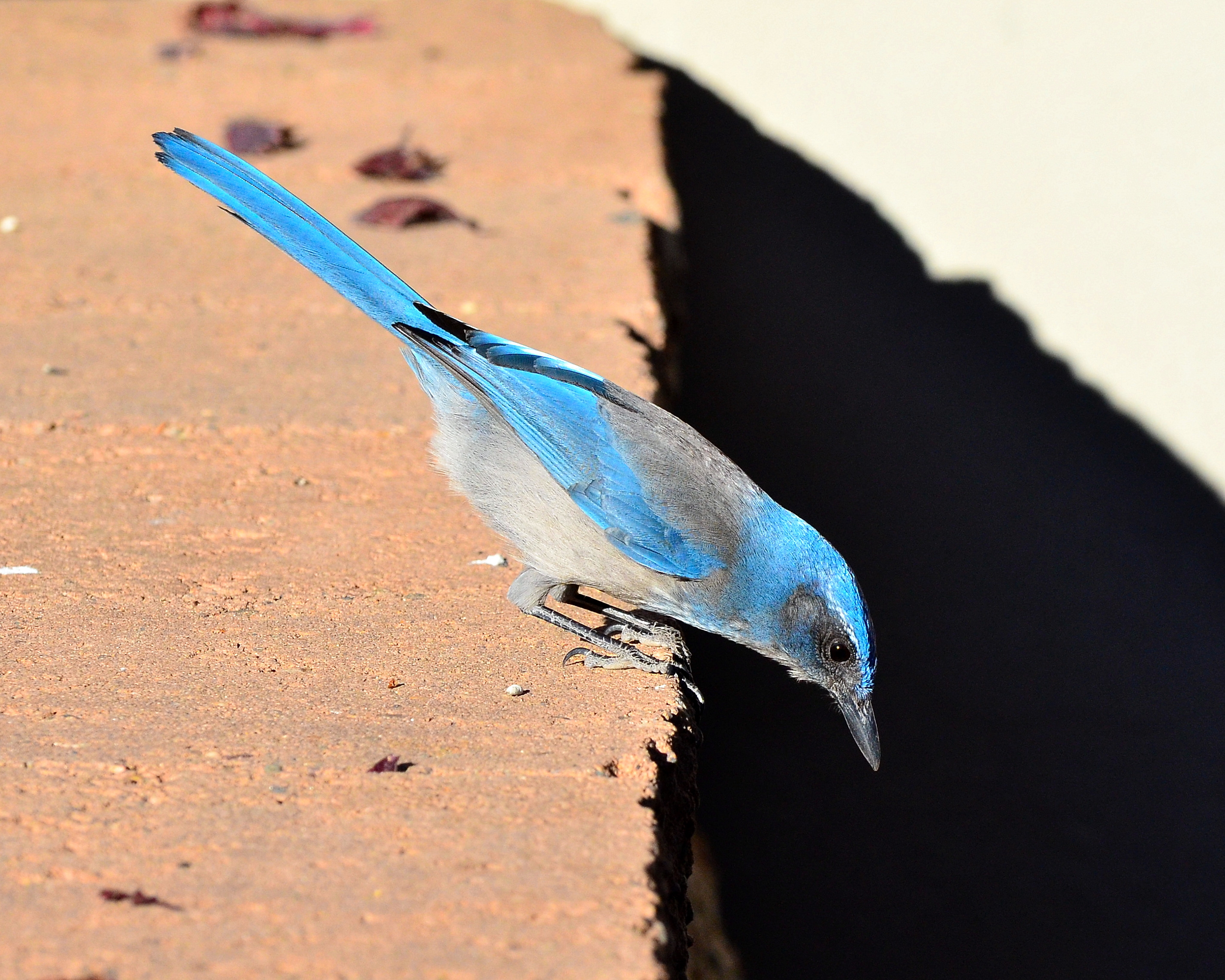
Esemplare a Los Alamos.

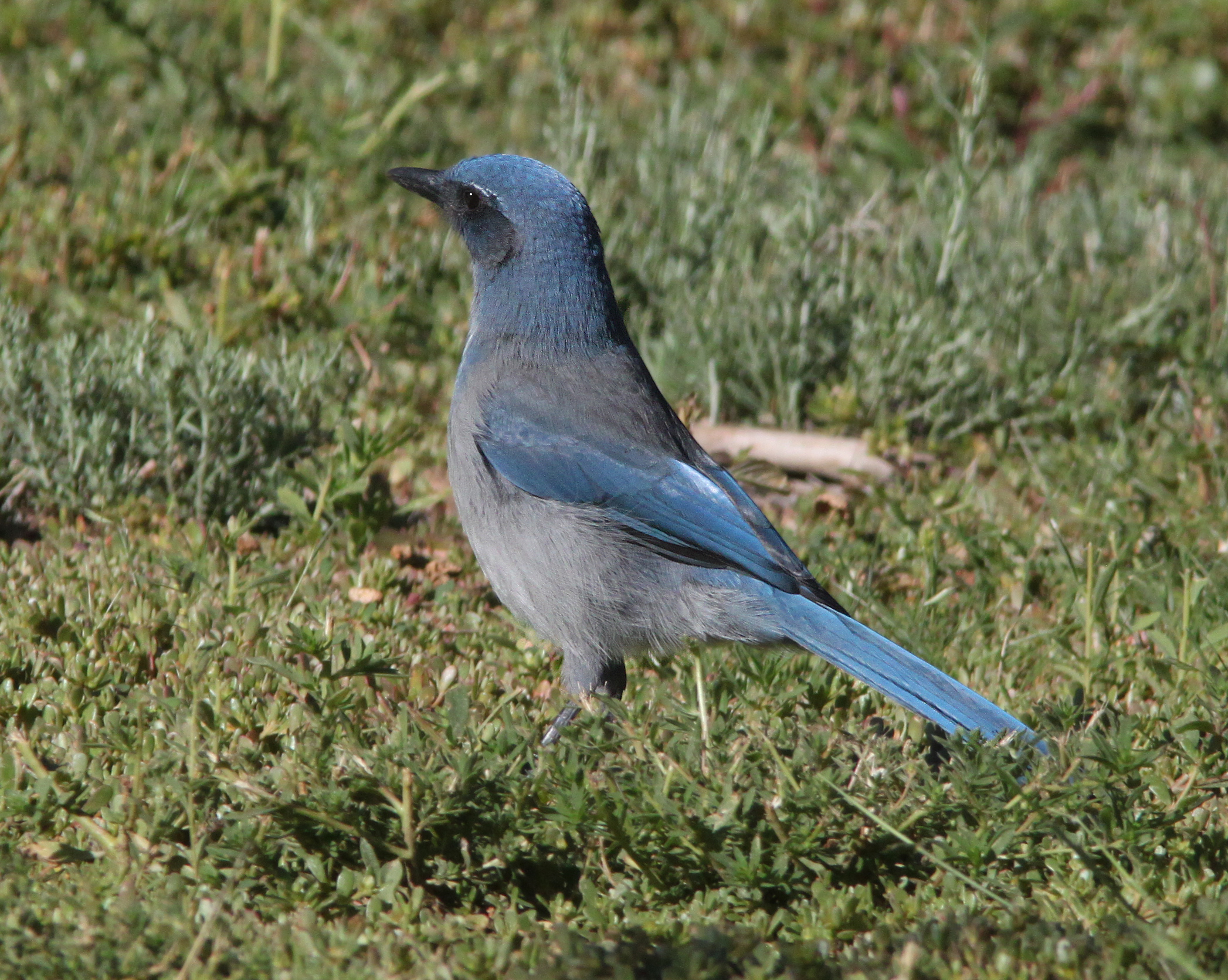
Esemplare al suolo a Los Alamos.

### Dimensioni
Misura 27-31 cm di lunghezza, per 80 g di peso ed un'apertura alare di 39 cm.

### Aspetto
Si tratta di uccelli dall'aspetto massiccio, muniti di grossa testa squadrata e appiattita, becco conico e massiccio dalla punta lievemente adunca, ali arrotondate e digitate, forti zampe e lunga coda (quasi la metà del totale) dall'estremità squadrata: nel complesso, questi uccelli somigliano molto alle affini ghiandaia occidentale e ghiandaia messicana, differendo dalla prima per la colorazione dorsale più chiara, oltre che per l'assenza di una banda pettorale ben definita, e dalla seconda per l'area ventrale più chiara e la maggiore definizione della mascherina facciale.
Il piumaggio si presenta di colore azzurro-blu su fronte, vertice, nuca, lati del collo (che presentano sfumature grigie), spalle e coda, con quest'ultima e le remiganti e le copritrici che presentano colore più carico e tendente al cobalto: dai lati del becco all'area temporale è presente una mascherina tendente al grigio-nerastro, che assume iridescenze blu sulle guance. Il dorso, l'area scapolare e le ali sono di colore grigio ardesia, talvolta con sfumature di color cannella, mentre il petto è di color grigio-topo, la gola (separata dal petto da una banda di penne sfumate d'azzurro) è di colore grigio chiaro con punte delle penne tendenti al bianco e ventre, fianchi e sottocoda sono bianco-grigiastri. Nelle sottospecie messicane può essere inoltre presente un accenno di sopracciglio bianco.
Il becco e le zampe sono di colore nero, mentre gli occhi sono di colore bruno scuro.

## Biologia

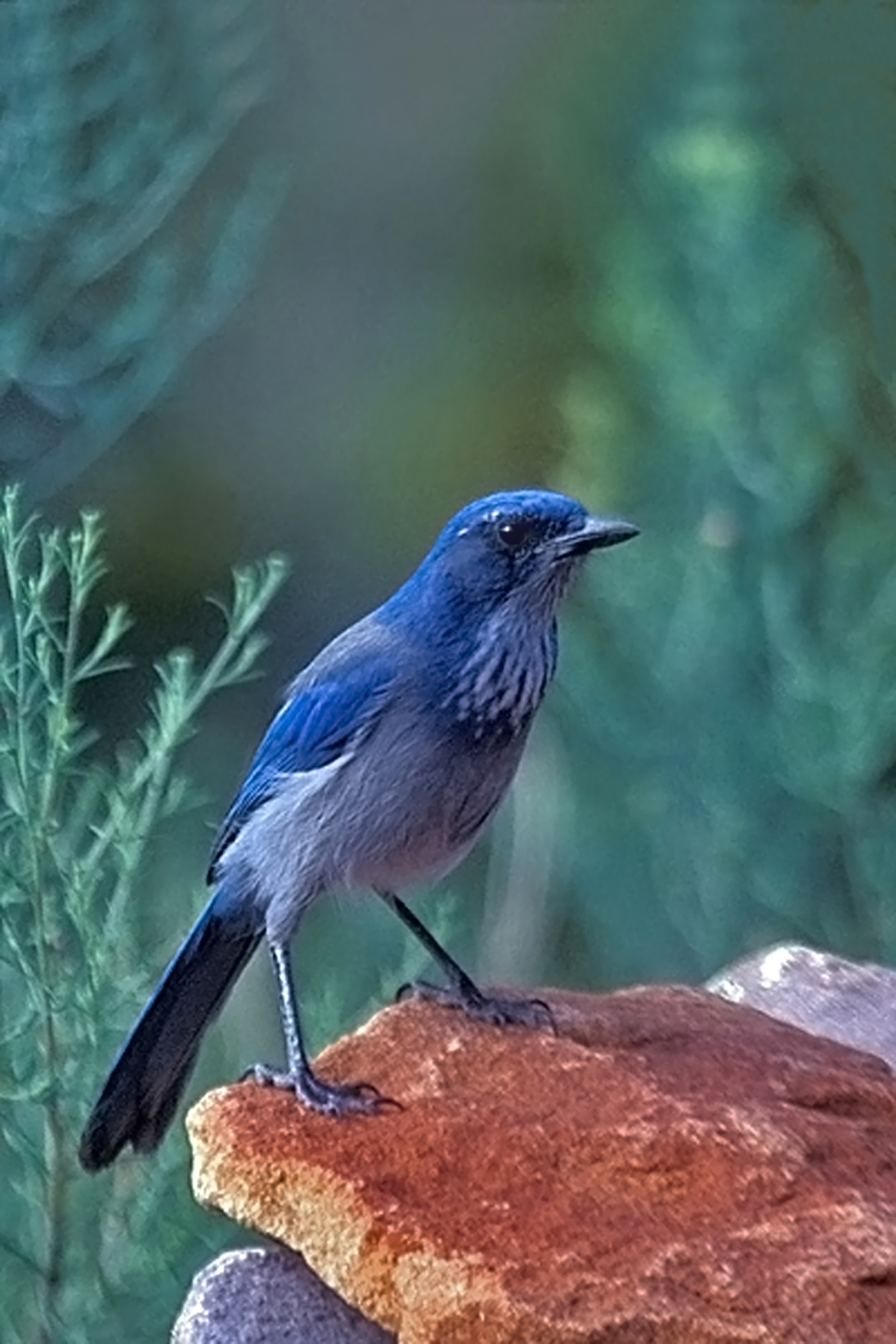
Esemplare a Santa Fe.

La ghiandaia di Woodhouse è un uccello dalle abitudini di vita essenzialmente diurne, che all'infuori del periodo degli amori si muove in coppie o in gruppetti che possono raggiungere la ventina di unità, passando la maggior parte della giornata alla ricerca di cibo e spostandosi indifferentemente al suolo o fra i rami di alberi e arbusti nel farlo.
Si tratta di uccelli molto vocali, che si tengono in contatto vocale quasi costante fra loro, mediante una serie di richiami che vanno da aspri gracchi d'allarme ad altre vocalizzazioni di contatto meno roche ma comunque piuttosto grattate.

### Alimentazione

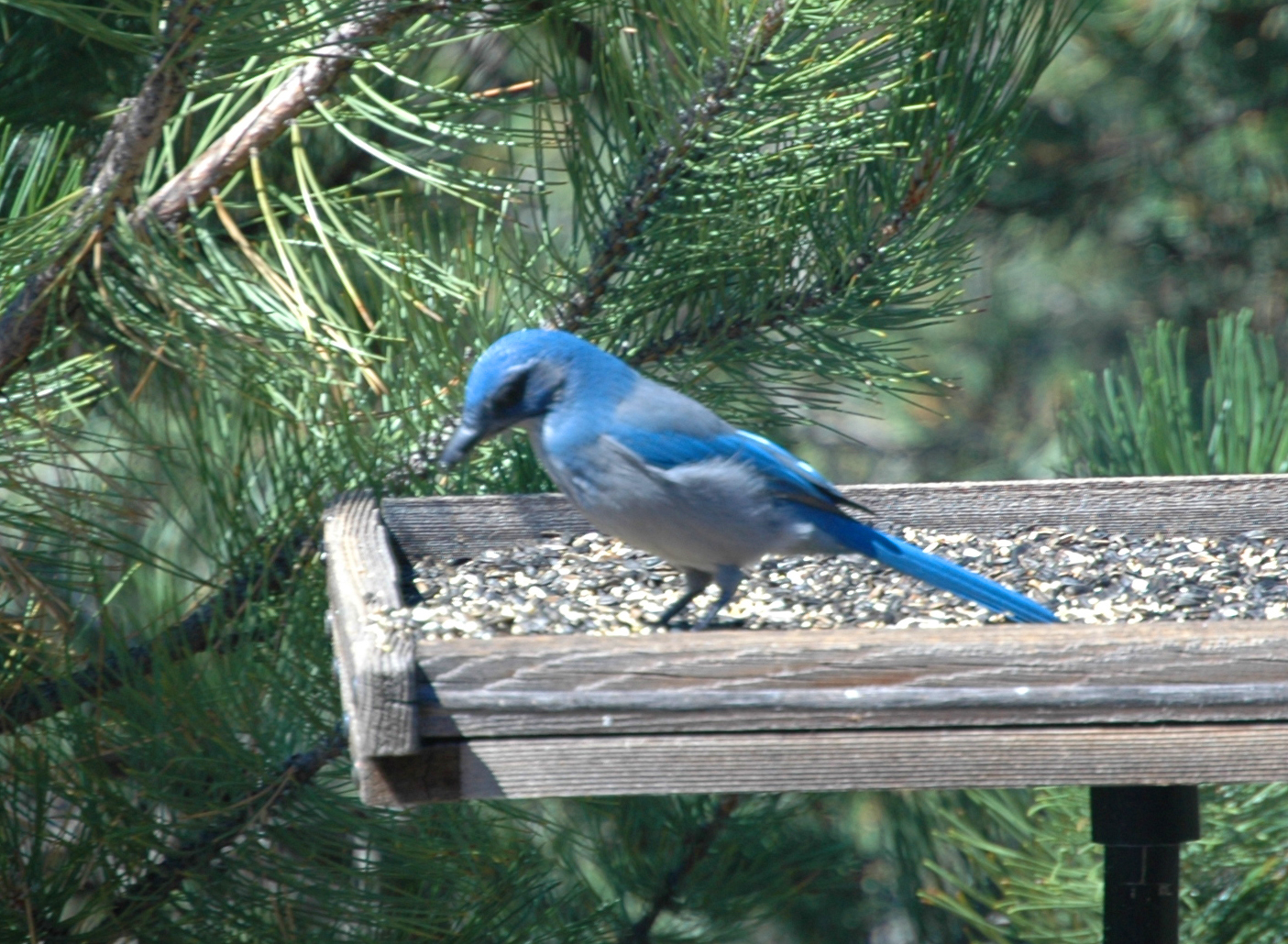
Esemplare in una mangiatoia nel Nuovo Messico.

La dieta della ghiandaia di Woodhouse è onnivora e piuttosto opportunistica, basandosi su ciò che l'animale riesce a reperire al momento: proprio per questo motivo, questi uccelli sono soliti consumare una maggiore quantità di cibo di origine animale agli inizi della primavera (complice anche l'aumentato fabbisogno energetico legato alla riproduzione), mentre durante i mesi estivi aumenta l'apporto della componente vegetale, che diviene preponderante nei mesi invernali.

Fra il cibo di origine animale consumato da questi uccelli possono essere annoverati una grande varietà di insetti e larve, invertebrati, piccoli vertebrati (anfibi, serpentelli, topolini, uova e nidiacei reperiti saccheggiando i nidi), mentre fra gli alimenti di origine animale consumati dalla ghiandaia di Woodhouse vi sono semi e granaglie, bacche, frutta matura, pinoli e ghiande.
Questi uccelli presentano polimorfismo nella forma del becco: le popolazioni della foresta decidua temperata, infatti, presentano becco robusto e dalla punta maggiormente incurvata per meglio rompere la frutta a guscio, mentre le popolazioni della foresta di conifere presentano becco più sottile e appuntito, ottimo per divaricare le scaglie delle pigne.

Il cibo in surplus, similmente a molti altri corvidi, viene conservato in buche nel terreno appositamente scavate col becco, per poi essere rinvenuto durante i mesi invernali: ciascun esemplare può creare fino a 200 nascondigli, dei quali poi ricorda l'ubicazione esatta a distanza di mesi. Le ghiandaie di Woodhouse sono solite rubare il cibo dai depositi di altri esemplari della propria specie e anche da quelli approntati da altre specie: per questo motivo, quando l'animale si accinge a mettere da parte il cibo, prima si sincera di non essere osservato.
Questi uccelli sono stati inoltre osservati mentre, similmente alle bufaghe africane, ripulivano dai parassiti la pelliccia del cervo codanera.

### Riproduzione
Si tratta di uccelli monogami, le cui coppie rimangono insieme per molti anni.
La stagione riproduttiva comincia ai primi di marzo e prosegue fino a luglio, con una sola covata portata avanti: i due partner si isolano dallo stormo durante il periodo riproduttivo, col maschio che (tranne che nelle popolazioni messicane) diventa territoriale.

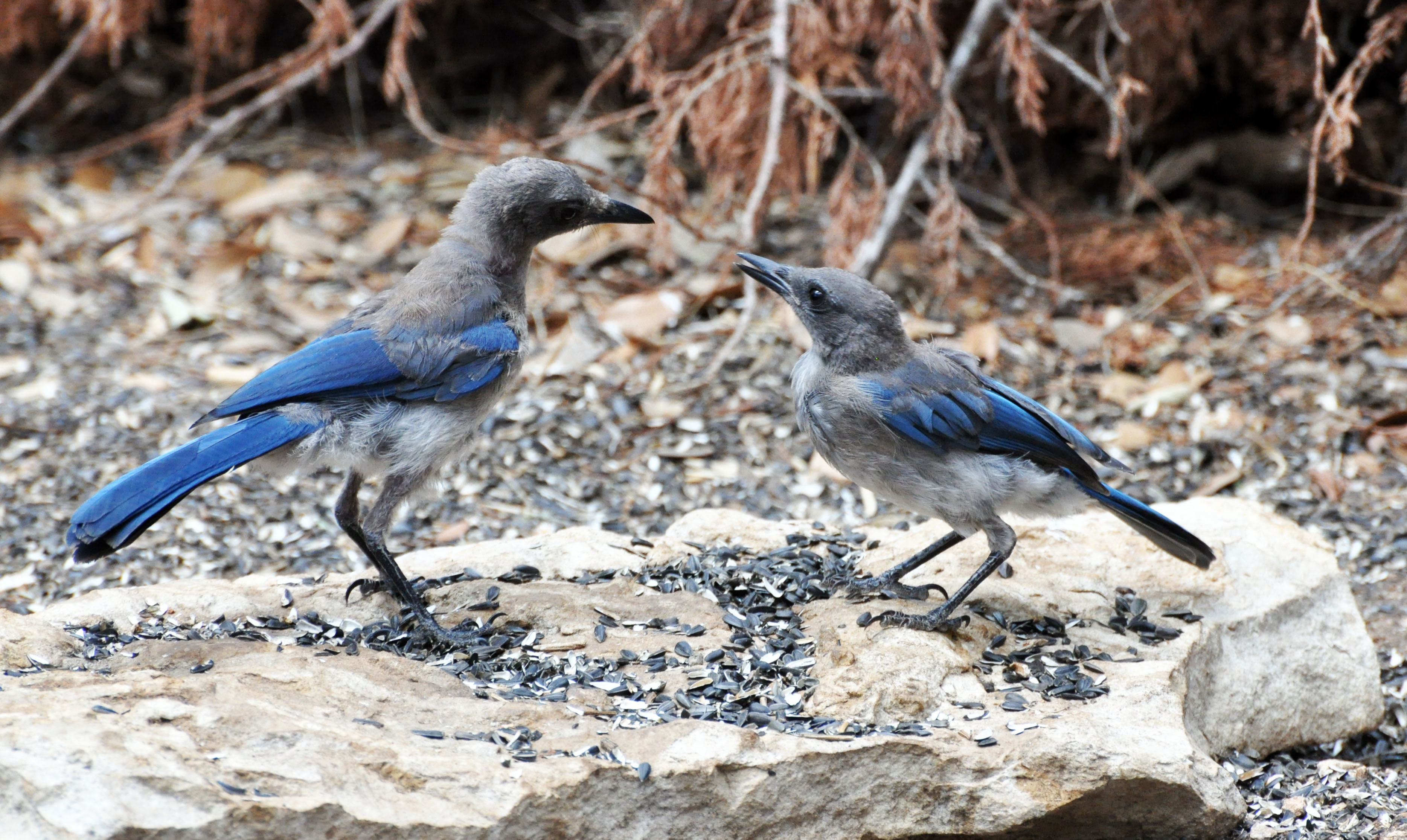
Due giovani esemplari al suolo in Texas.

Il nido, a coppa con un'ampia piattaforma circostante, viene costruito da ambo i sessi fra i rami di un cespuglio o di un albero, intrecciando rametti e fibre vegetali e foderando l'interno con muschio e pelame: al suo interno, la femmina depone 4-6 uova che possono essere verdine con masculature olivastre oppure bianco-grigiastre con maculature brune, che essa provvede a covare da sola (imbeccata e sorvegliata dal maschio, che rimane sempre nei dintorni durante l'incubazione) per circa 16 giorni, al termine dei quali schiudono pulli ciechi ed implumi, ma muniti di una piccola cresta carnosa sulla fronte, che viene riassorbita entro il settimo giorno di vita.

I piccoli vengono imbeccati dalla sola femmina (a sua volta imbeccata dal maschio) per la prima settimana di vita, dopodiché anche il coniuge si associa direttamente alle cure parentali: nelle sottospecie sumichrasti ed obscura è osservabile riproduzione cooperativa, con le coppie che vengono aiutate nall'allevamento della prole da altri esemplari (in genere giovani di covate precedenti non riprodottisi). In tal modo, i piccoli divengono pronti per l'involo a circa tre settimane dalla schiusa, tuttavia continuano a seguire i genitori (chiedendo fra l'altro ancora l'imbeccata, sebbene sempre più sporadicamente man mano che si avvicinano alla maturità) ancora per almeno un altro mese, entrando a far parte del loro stormo d'appartenenza assieme ai giovani di altre coppie.
La speranza di vita di questi uccelli in natura si aggira attorno ai 9 anni.

## Distribuzione e habitat

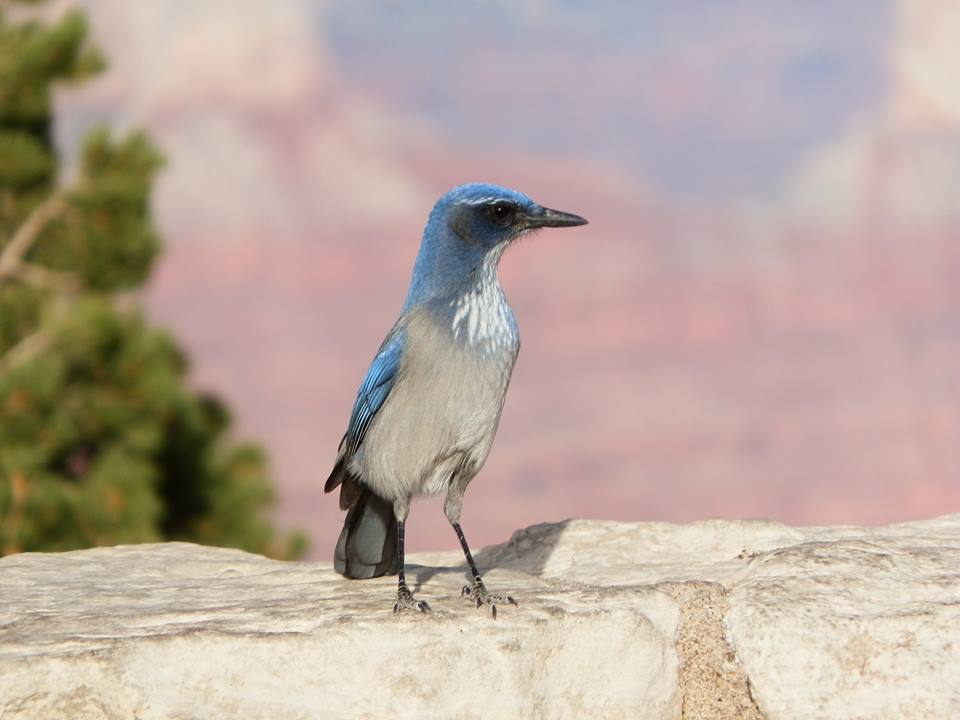
Esemplare nel parco nazionale del Grand Canyon.

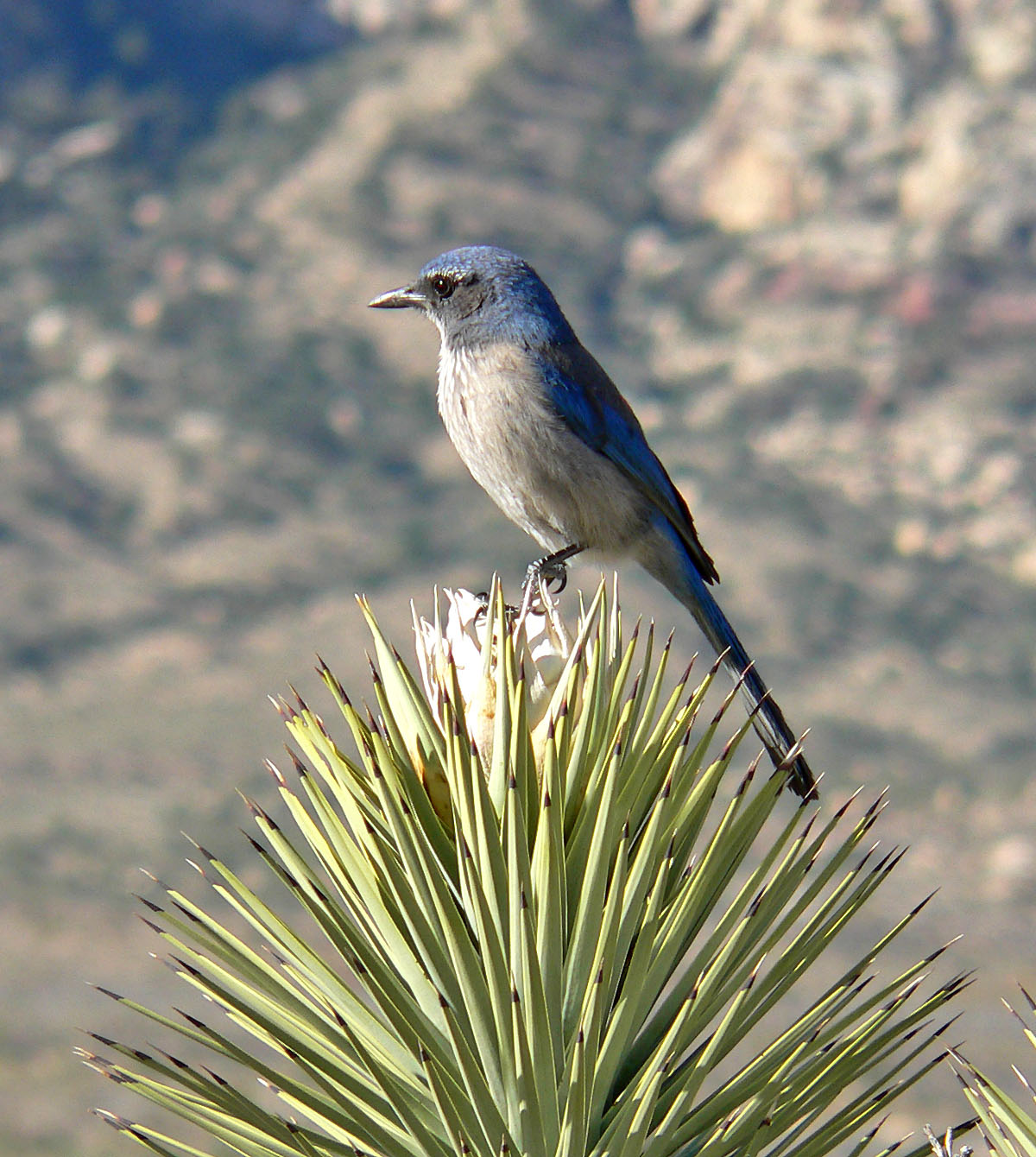
Esemplare su albero di Giosuè nel Nevada.

La ghiandaia di Woodhouse occupa un vasto areale neartico che comprende gli Stati delle Montagne Rocciose a sud dello Utah, in direttrice sud-est fino al Big Bend, ed ancora più a sud attraverso la Sierra Madre messicana a sud fino al Guerrero centrale ed all'Oaxaca sud-occidentale.
L'habitat di questi uccelli è rappresentato dalle foreste collinari e pedemontane a predominanza di querce o di pini (ma essi si adattano anche ai boschi di mesquite e ginepro), sia primarie che secondarie, possibilmente con presenza di radure arbustive o erbose: a quote superiori, viene rimpiazzata dalle affini ghiandaia messicana e ghiandaia dei vulcani, con le quali vive in parapatria.

## Tassonomia
Se ne riconoscono 7 sottospecie:
- Aphelocoma woodhouseii nevadae Pitelka, 1945 - più chiara e dal becco sottile, diffusa nel Gran Bacino, nelle aree montuose della Valle della Morte e del deserto del Mojave e nel Nuovo Messico sud-occidentale, a sud fino al nord di Sonora e Chihuahua;
- Aphelocoma woodhouseii woodhouseii (Baird, 1858) - la sottospecie nominale, dal dorso con sfumature brune e dal collo azzurro, diffusa alle pendici occidentali delle Montagne Rocciose dal sud del Wyoming ed allo Utah a sud fino al nord di Arizona e Colorado, ed est fino all'Oklahoma occidentale e al nord del Chihuahua;
- Aphelocoma woodhouseii texana Ridgway, 1902 - scura, con sfumature cannella sul petto e ventre bianco puro, endemica dell'Altopiano Edwards ed insediatasi negli anni '80 anche nella Scarpata di Caprock;
- Aphelocoma woodhouseii grisea Nelson, 1899 - grande e chiara, con sottocoda bianco, diffusa lungo le pendici orientali della Sierra Madre Occidentale;
- Aphelocoma woodhouseii cyanotis Ridgway, 1887 - grande e con dorso sfumato di blu, diffusa lungo le pendici della Sierra Madre Orientale;
- Aphelocoma woodhouseii sumichrasti (Ridgway, 1874) - dai fianchi grigi e dal becco uncinato in punta, diffusa in Messico meridionale (dall'area di Città del Messico all'Oaxaca, ad est fino all'Istmo di Tehuantepec);
- Aphelocoma woodhouseii remota Ludlow Griscom, 1934 - chiara e grande (la più grande popolazione del genere Aphelocoma) diffusa nella Sierra Madre del Sur;

Alcuni autori riconoscerebbero inoltre una sottospecie suttoni, sinonimizzata con nevadae.
La sistematica della specie è piuttosto travagliata: a lungo l'intero taxon è stato aggregato ad A. californica, dal quale è stato separato in base a differenze nei richiami, nella colorazione e nel DNA mitocondriale. A loro volta, però, all'interno della specie woodhouseii è identificabile un "gruppo sumichrasti", con le sottospecie sumichrasti ed obscura che sembrano piuttosto distanziate dalle altre e potrebbero secondo alcuni essere a loro volta elevate al rango di specie col nome di Aphelocoma sumichrasti.